# 628
Năm 628 là một năm trong lịch Julius. 